# Estany Gelat de Comaloforno
L'Estany Gelat de Comaloforno és un llac que es troba en el terme municipal de la Vall de Boí, a la comarca de l'Alta Ribagorça, i dins del Parc Nacional d'Aigüestortes i Estany de Sant Maurici.
«Coma-lo-forno és coma de la forna. Una forna, en el país és una coveta o forat en la roca, com la que s'obre a la cresta d'aquest pic».
El llac, d'origen glacial, està situat a 2.683 metres d'altitud, a la Capçalera de Caldes, a l'est-nord-est del Pic de Comaloforno i a l'est del Besiberri Sud. Drena pel seu extrem nord-occidental per anar a engrandir el Barranc de Malavesina.

## Rutes[3]
L'estany es troba en el camí que des de l'extrem occidental de la Presa de Cavallers, via el Pas de l'Ós, porta al Pic de Comaloforno.